# Bettina Simon
Bettina Simon (* 27. September 1957 in Karl-Marx-Stadt) ist eine deutsche Politikerin (parteilos, ehemals Die Linke). Von 1991 bis 1994 und von 1999 bis 2009 war sie Mitglied des sächsischen Landtags.

## Leben
Nach dem Abitur absolvierte Bettina Simon von 1976 bis 1980 ein Studium der Betriebswirtschaftslehre an der damaligen Technischen Hochschule Karl-Marx-Stadt (heute TU Chemnitz). Nach ihrem Abschluss als Diplom-Ingenieurökonom war sie dort anschließend bis 1983 als wissenschaftliche Assistentin beschäftigt. Von 1983 bis 1989 arbeitete sie als Stadträtin für Handel und Versorgung in Löbau, von 1989 bis 1990 als Ratsmitglied für Handel und Versorgung beim Rat des Kreises Löbau. Seit 1991 ist Simon als selbstständige Finanzberaterin tätig.
Bettina Simon ist verheiratet und hat zwei Kinder. Sie gehört keiner Konfession an.

## Politik
Von 1976 bis 1990 war Bettina Simon Mitglied der SED, von 1990 bis 2007 Mitglied der PDS und seitdem Mitglied der Partei Die Linke. Von 1994 bis 2004 war Simon Stadträtin in Löbau und dort bis 1999 Vorsitzende der PDS-Fraktion. Von 2004 bis 2008 war sie Mitglied und stellvertretende Vorsitzende der Linksfraktion im Kreistag Löbau-Zittau. Seitdem ist Simon Mitglied im Kreistag Görlitz.
Dem sächsischen Landtag gehörte Simon von 1991 bis 1994 und von 1999 bis 2009 an. In der vierten Legislaturperiode (2004 bis 2009) war sie Vorsitzende des Petitionsausschusses sowie Mitglied im Haushalts- und Finanzausschuss.
Im März 2009 erklärte Simon ihren Austritt aus der Partei Die Linke. Als Grund hierfür gab sie an, Funktionäre und Vorstand der Partei würden versuchen, ihre Entscheidungskompetenzen auszubauen und die Parteibasis systematisch zurückzudrängen. Sie sehe keine Sinn darin in einer Partei Mitglied zu bleiben, in der „demokratisch-sozialistische Positionen zwar nach außen behauptet, aber im Innern immer weniger“ gelebt würden.
Nach der Landtagswahl im August 2009 schied Simon im September 2009 aus dem Landtag aus.